# ماركواين مولين
ماركواين مولين (بالإنجليزية: Markwayne Mullin)(من مواليد 26 يوليو 1977) هو سياسي أمريكي ورجل أعمال ومقاتل محترف سابق في فنون القتال المختلطة كان ممثل الولايات المتحدة في منطقة الكونجرس الثانية في أوكلاهوما منذ يناير 2013. جمهوري ، خلف الكلب الأزرق الديمقراطي دان بورين. في مايو 2016 قدم مشروع قانون محمد علي لإصلاح الملاكمة إلى الكونغرس لتمديد هذا القانون إلى فنون القتال المختلطة.